# Sinistar: Unleashed
Sinistar: Unleashed est un jeu vidéo de combat spatial publié par THQ sur Microsoft Windows le 15 septembre 1999. Conçu par Marc Michalik et Walter Wright, le jeu a été développé par GameFX, un petit studio composé d’anciens membres de Looking Glass Studios. Le développement du jeu, initialement baptisé Out of the Void, débute en 1997 et n’a alors aucun lien avec le jeu Sinistar. Après avoir acheté les droits sur la franchise de ce dernier, GameFX décide d’en faire une suite du jeu original publié en 1982. Comme dans son prédécesseur, l’objectif du jeu est de détruire le Sinistar, une immense machine bio-mécanique doté d’un puissant armement. Pour cela, le joueur dispose d’une variété de vaisseau spatiaux, de bonus et d’armes. Contrairement au premier opus, le jeu prend place dans un environnement entièrement en trois dimensions. À sa sortie, le jeu reçoit un accueil mitigé dans la presse spécialisée. Les critiques font l’éloge de son audace et de ses nouvelles options et notent qu’il reste fidèle au jeu original. Cependant, le jeu est très critiqué pour le design de ses boss et pour sa répétitivité.

## Accueil
| Sinistar: Unleashed   |      |         |
| Média                 | Pays | Notes   |
| AllGame               | US   | 3/5     |
| GamePro               | US   | 2.5/5   |
| GameSpot              | US   | 60%     |
| IGN                   | US   | 75%     |
| Compilations de notes |      |         |
| GameRankings          | US   | 65.75 % |